# ЛЕН
Европска пливачка федерација (фр. Ligue Européenne de Natation), позната по свом акрониму ЛЕН (од фр. LEN), је организација која представља административни и контролни орган за следеће водене спортове у Европи: пливање, скокови у воду, синхроно пливање, даљинско пливање и ватерполо. 
Основана је 1926. у Будимпешти од стране представника осам националних савеза: Данске, Финске, Француске, Холандије, Норвешке, Пољске, Шведске и Швајцарске. Седиште пливачке федерације је 2010. пребачено из Рима у Луксембург.
ЛЕН обухвата 51 европских националних пливачких савеза, а рад ЛЕН-а надгледа изабрани Биро (одбор) састављен од чланова који представљају 17 различитих савеза.
Од септембра 2008. председник ЛЕН-а је Нори Крухтен из Луксембурга, а председници се бирају на четири године.

## Председници
| Период    | Председник        |
| --------- | ----------------- |
| 1926→1930 | Ерик Бергвал      |
| 1930→1934 | Валтер Бинер      |
| 1934→1938 | Харлод Ферн       |
| 1938→1947 | Емил Жорж Дињи    |
| 1948→1950 | Ладислав Хауптман |
| 1950→1954 | Рене де Рев       |
| 1954→1958 | Јан де Врис       |
| 1958→1962 | Бела Рајки        |
| 1962→1970 | Јан де Врис       |
| 1970→1982 | Бертил Салфорс    |
| 1982→1986 | Анте Ламбаша      |
| 1986→1990 | Клас ван де Пол   |
| 1990→2008 | Бартоло Консоло   |
| 2008→     | Нори Крухтен      |

## Такмичења
ЛЕН организује следећа такмичења:
- Пливање

- Европско првенство у воденим спортовима (одржава се сваке друге године, укључује пливање у дугим базенима 50 метара, скокови у воду, синхроно пливање и даљинско пливање)
- Европско првенство у пливању у малим базенима
- Европско јуниорско првенство у пливању
- Европско првенство у даљинском пливању

- Ватерполо (национална такмичења)

- Европско првенство у ватерполу
- Европско првенство у ватерполу за жене

- Ватерполо (клупска такмичења)

- ЛЕН Лига шампиона
- ЛЕН Куп шампиона за жене
- ЛЕН Куп Европе
- ЛЕН Трофеј
- ЛЕН Суперкуп (жене)
- ЛЕН Куп победника купова (укинут; одржавао се до 2003)

- Скокови у воду

- Европско првенство у скоковима у воду